# Tom Waring
Thomas "Tom" Waring (né le 12 octobre 1906 à Birkenhead et mort le 20 décembre 1980) était un joueur de football anglais.

## Biographie

### Club
- 49 buts en championnat sous les couleurs d'Aston Villa en 1930/1931, ce qui était le record des 5 championnats européens majeurs.

## Palmarès
Aston Villa FC
- Vice-champion du Championnat d'Angleterre de football (2) :
  - 1931 & 1933.
- Meilleur buteur du Championnat d'Angleterre de football (1) :
  - 1931: 49 buts.